# Albrecht starší Sedlnický z Choltic
Albrecht starší nebo také Albert Sedlnický z Choltic (německy Albrecht der Ältere nebo Albert von Sedlnitzky † květen 1628) byl český šlechtic ze slezské linie svobodných pánů Sedlnických z Choltic.

## Život
Albrecht starší se narodil jako syn Jana Sedlnického z vyhaslé rodové linie Sedlnických z Brodku, Otaslavic ad. a jeho manželky Jitky Kralické z Králík.
Byl stoupencem radikálního křídla stavovského povstání na Moravě. Výrazně se angažoval v povstání a roku 1619 byl moravskými stavy společně s Václavem Bítovským z Bítova a kapitánem von Russheimem jmenován komisařem pro město Olomouc.
Byl blízkým spolupracovníkem Ladislava Velena ze Žerotína. Byl členem a předsedou direktoria Moravského markrabství a od krále Fridricha Falckého přijal hodnost komorníka. Kromě toho zastával úřad hejtmana Olomouckého kraje a aktivně se podílel na rozprodeji církevních statků a ražbě stavovských mincí.
V době povstání zastupoval moravské stavy na obou generálních sněmech v Praze v roce 1620.
Po skončení povstání byl zajat a převezen do Vídně. Za svůj postoj proti císaři byl po roce 1620 odsouzen ke ztrátě poloviny majetku.
Také další Albrechtovi příbuzní se aktivně podíleli na stavovském povstání: Karel Kryštof (1576-1651), patřil k radikálnímu křídlu stavovského povstání, byl direktorem moravským, zasedal v některých významných komisích a byl např. přítomen jako komisař při tortuře Jana Sarkandera. Petr Sedlnický byl aktivním vojenským velitelem vzbouřenců.

### Manželství
Albert Sedlnický z Choltic byl dvakrát ženatý, nejprve s Annou Šťastnou ze Žerotína a podruhé s Eufemií Haugvicovou z Biskupic.